# Defensionsskib
Et defensionsskib var et bevæbnet handelsskib. Christian 4. forordnede i 1628, at byer og len skulle udrede defensionsskibe i bytte mod handelsprivilegier.
Skibene skulle i fredstid kunne forsvare sig mod kaprere, og tjene som orlogsskibe i krig. Ved krigsudbruddet i 1643 fik Hannibal Sehested mønstret ni defensionsskibe. Senere kom man op i 18 skibe med 6–22 kanoner hver. Efter 1650 forvandt de en tid, men fra 1664 under Ulrik Frederik Gyldenløves statholderskab opnåede rederne større privilegier. Skibene blev dermed større med optil 34 kanoner. Under det nordiske neutralitetsforbund i 1690'erne voksede antallet til 21. Specielt under Torstenssonkrigen, den skånske krig i 1670'erne og frem til 1720 havde disse fartøjer en vis betydning. Senere blev navnet benyttet om ulige typer fartøj udstyret med kanoner og anvendt til havneforsvar.

## Som krigsskibe
For at være solide nok, måtte skibene bygges i egetræ og være over en vis størrelse. Ejerne skulle selv besørge udrustningen med mindst halvdelen af det antal kanoner, skibet var beregnet for, samt ammunition og forsyninger ved indkaldelse til krigstjeneste. Den resterende del af bevæbningen skulle kongen besørge ved indkaldelsen. I modsætning til sin far var Frederik 3. ingen stor tilhænger af defensionsskibene, og efter hans overtagelse i 1648 forfaldt ordningen. Ved krigsudbruddet i 1657 var kun Samson fra Bergen, med 40 kanoner og et mandskab på 42, færdig bygget. Ved direkte pålæg til ulige lensherrer kom man dog op i 5 defensionsskibe, hvis vigtigste opgave blev at beskytte handelsskibe mellem Norge og Danmark. Samson fik stor betydning under kampene ved Trondheim i 1658.

## I kamp med sørøvere
Med Christian 5.s forordning fra 1670 kom en storhedstid for defensionsskibene. Løftet om skattefritagelse på indførsel af salt inspirerede også handelsstanden på Vestlandet til at investeret i defensionsskibe. I maj 1672 lagde to defensionsskibe, Gyldenløwes Waaben og St. Franciscus ud fra Bergen med kurs mod Lisboa for at hente salt. Størst var Gyldenløwes Waaben, bygget i Bergen og ført af kaptajn Peter Mitzell, med en besætning på 16 mand og bestykket med 18 kanoner. Den mindre St. Franciscus var ført af kaptajn Frans Ross og sandsynligvis bygget i Nordhordland eller Hardanger, med 24 mand om bord og besykket med 14 kanoner. 23. maj blev skibene angrebet af et sørøverskib fra Barbareskstaterne med 36 kanoner mellem Lisboa og Setúbal. Bergensskibene skød tilbage, og St. Franciscus sejlede i sikkerhed. Men 70-80 sørøvere fik entret Gyldenløwes Waaben. Her fik kaptajn Mitzell affyret to kanoner ladet med jernskrammel, der dræbte flere sørøvere eller jagede resten på flugt. Derefter klarede kaprerne at entre St. Franciscus, men flygtede, da skibet blev antændt. Piraterne troede, bergenserne havde antændt skibet for at sænke det, men branden blev raskt slukket, og efter flere timers beskydning opgav sørøverne og sejlede væk. En mand var dræbt og fem sårede, deriblandt kaptajn Mitzell, der havde mistet en finger. I Lisboa var rygtet løbet i forvejen, og sagen blev omtalt i de katolske messer. En fransk fregatkaptajn fortalte, at det var sørøverskibet Løven, ført af den algirske viceadmiral, nordmændene havde været i kamp med. Løven var ilde tilredet; 20 mand var dræbt, og mindst 40 såret. Bergensskibene vendte hjem med salt i august 1672. Statsholder Gyldenløve gav begge kaptajner hver sin sølvbeslåede kårde som belønning, og skibene blev repareret for kongens regning. Gadenavnene Mitzellsmuget og Rossmuget i Bergen er til minde om dem.

## 1700-tallet
Løftet fra statsmagten i 1775 om at finansiere udbygningen af en hvalfangerflåde for det "gamle" Grønlandske Handel, blev omgjort til en statsfinansieret støtteordning til nybyggeri for det "nye" Grønlandske Handel. For hvert nybygget hvalskib ville der udbetales 16 rigsdaler i bygningspræmie pr. læst, forudsat, at skibet blev bygget som et defensionsskib, og bygget i København. For kombinerede hvalfanger- og defensionsskibe, bygget udenfor København, men i kongens riger, ville der blive udbetalt 8 rigsdaler.
Den 18. marts 1776 blev der udstedt en kongelig forordning, som medførte, at der ved bygning af defensionsskibe af godkendt type over 150 kommercelæster blev betalt med en præmie på otte rigsdaler pr. læst. Tilsvarende præmier blev også givet for mindre defensionsskibe.